# トランスフォーマー ロボットマスターズ
『ロボットマスターズ』は、トランスフォーマーシリーズの玩具およびCGアニメで進行していた企画。日本のみで2004年 - 2005年にかけて展開された。トランスフォーマーシリーズではあるがシリーズタイトルに「トランスフォーマー」は付けられていない。

## 概要
トランスフォーマー20周年を迎えた2004年には、当時のトランスフォーマーの主力シリーズである『スーパーリンク』や高年齢層向けシリーズの『バイナルテック』、『復刻版』シリーズなど、複数のシリーズが同時に展開される状態となった。
本作品の商品展開としては、これまでの作品に登場した人気キャラクター（主に「総司令官」）をイメージを損なわない形でリメイクしたものと、これまで販売された玩具の塗装変更品の2つに分けられ、いずれも手に取りやすい安価で小さいサイズに統一した。
メディア展開は、玩具オリジナルのサブラインとしては、非常に多岐に渡っており、オフィシャルウェブサイトでの公式ストーリー展開に加えて、玩具商品に付属するDVDに収録される3DCGの新作短編アニメーションや、『コミックボンボン』、『テレビマガジン』での児童向け雑誌展開、マニア向けには、『電撃ホビーマガジン』でのストーリー連載、『ハイパーホビー』での設定紹介コーナーなど、力が注がれている。
シリーズは、開始から約1年後にウェブサイトや雑誌連載を完結して終了するが、玩具展開は不調に陥り、終盤は限定商品のみのリリースに終わっている。
『トランスフォーマー キスぷれ』限定冊子に掲載された年表では、年代としては2004 - 2005年の出来事であることが語られている。

## ストーリー
2004年、総司令官コンボイ率いる正義の戦士サイバトロン軍は、未知なるパワーを秘めた鉱石ソリタリュウムを用い、秘密基地スクランブルシティの建設を進めていた。
一方悪の軍団デストロンでは、統率者たるメガトロンが行方不明になり、常にリーダーの座を狙っていた野心家スタースクリームはこれを機に軍団を率い、サイバトロン殲滅の機会を伺っていた。
ところが突如として現れた次元の裂け目、ブラスティゾーンから凶暴な恐竜型トランスフォーマー、その名も同じメガトロンが圧倒的な力でデストロンを掌握してしまう。
同じく次元を超えて両軍の戦士たちが現れ、戦いが勃発する。

## キャラクター
声優は玩具に付属したDVDに収録されたアニメのもの。キャスティング協力は代々木アニメーション学院。
- RM-01：サイバトロン総司令官：G1コンボイ （声優：羽多野渉）
通称、技のG1。トレーラーキャブに変形する。エナジーアックスや、ミサイルランチャーが付属。変形機構はマスターピースのコンボイに準じてはいるがサイズに合わせて簡略化されたもの。
- RM-02：デストロン破壊大帝：ビーストメガトロン （声優：髙階俊嗣）
惑星エネルゴア（古代の地球）から現れた策謀家。ティラノザウルスに変身する。ミサイルランチャーが追加された。『BW（ビーストウォーズ）』のキャラクターで玩具もその縮小版。アニメに準じたプロポーションになっている。
- RM-03：サイバトロン諜報員：リジェ
F-1カーに変形する。『初代TF（トランスフォーマー）』より登場。エレクトロディスラプターが付属。『MW（マシンウォーズ）』、『カーロボット』で使用された、一発変形可能な玩具の色替え。
- RM-04：デストロン技術参謀：レッカーフック
記憶喪失。仲間の修理などを担当。レッカー車に変形する。『MW』、『カーロボット』で使用された、一発変形可能な玩具の色替え。ブーストハンマーが新たに追加されている。
- RM-05：サイバトロン迎撃騎士：アールブレイド
迎撃戦闘機に変形する。航空戦団サイバージェットの一員。『G-2』で販売されたサイバージェットのうちの一体の色替え。フレアーガンを新たに追加している。
- RM-06：デストロン剣闘士：エアハンター
爆撃戦闘機に変形する規律に厳しい頑固者。『MW』のメガトロン、『BWII（セカンド）』のスラストで知られる玩具の色を塗り替え、新たに聖断剣"鎧斬"（せいだんソード”がざん”。せいだんけん”がざん”、とされることもある）が追加された。
- RM-07：サイバトロン資源調達員：バウンドローグ
地球にいた若き戦士。タスマニアデビルに変身する。『BWII』のタスマニアキッドの色替え。語尾は「タイ」。タイプ93が新たに追加されている。
- RM-08：デストロン監察兵：ウィングスタン （声優：矢部雅史）
軍事戦闘機に変形する。老兵という設定だがDVDでは飄々とした口調になっている。『MW』のスカイワープ、『BWII』のダージで知られる玩具の色を塗り替え、ジャミングトライデントを追加された。パッケージ裏の解説によると左利きで、パッケージ写真でも左手で武器を持っている。トランスフォーマーの世界において利き手が明言されている数少ないキャラクターであるが（他には『カーロボット』のワイルドライドがいる）元々トランスフォーマーのキャラクターは片腕が銃器やアーム状になっているキャラも多く、利き手の概念には不明な点も多い。
- RM-09：デストロンエスパー：サイコオーブ
アルマジロに変身するビーストメガトロンの部下。カラミティーディフェンサーが付属し、ブーストハンマー、聖断剣"鎧斬"、ジャミングトライデントと合体することで合体武器・アーゼナルフォースになる。『BW』のアルマー及び『BWネオ』のバンプの色替え。
- RM-10総司令官G1コンボイ&DVD
G1コンボイにDVDが付属したもの。RM-01のコンボイとは色が異なり（全身がメタリック調になっている）、ミサイルランチャーが二つ付属。目の色も青ではなく黄色になっている。
- RM-11：サイバトロン総司令官：ビーストコンボイ （声優：風間勇刀）
通称、力のビースト。ゴリラに変身する。ミサイルランチャーが付属。惑星エネルゴア（古代の地球）からビーストメガトロンを追って地球へやって来た。玩具はビーストウォーズ版コンボイの縮小版で、CGアニメに準じたプロポーションになっているが、カラーリングは最初の玩具や『BWII（セカンド）』の劇場版における黒色になっている。
- RM-12：デストロン航空参謀：スタースクリーム （声優：河本邦弘）
戦闘機に変形する。ミサイルポッドが付属。『初代TF』にも登場した野心家。かつての玩具と変形機構はほとんど同じであるが、ロボットモードのプロポーションには改善がなされている。
- RM-13：デストロン狙撃空尉：スモークスナイパー （声優：加藤将之）
戦闘機に変形する。ラジアルポッドが付属。スタースクリームとは不仲。『G-2』のスモークスクリーン及び『BWII』のスタースクリームを色替えし、手のジョイントが今作の他アイテムと同規格になるよう改修されている。また、それらのアイテムとは違い、下記のギガントボムとは単品で販売されている。
- RM-14：デストロン強襲大尉：ギガントボム （声優：髙階俊嗣）
ステルス戦闘機と戦車に変形する。パルバライザーが付属。『G-2』のドレッドウィング及び『BWII』のB.Bの色替えに、スモークスナイパー同様手のジョイント改修が行われている。スモークスナイパーと合体して高機動要塞ギガントスナイパー（声優：加藤将之）（DVDのvol.3のエンドロールのギガトンスナイパーは誤表記）となる。
- RM-15：総司令官：スターセイバー （声優：矢部雅史）
元宇宙軍総司令官。ギガントボムを追ってこの時代の地球に到来。『TFV（ビクトリー）』のキャラクターで玩具は同名玩具の縮小版であるが、変形機構はアニメ版に準拠している。
- RM-16：武装騎士：ビクトリーレオ （声優：風間勇刀）
スターセイバーの相棒。『TFV』のキャラクター。玩具は同名玩具の縮小版であるが、変形機構はアニメ版に準拠している。
- RM-17：究極総司令官：ビクトリーセイバー （声優：矢部雅史）
スターセイバー、ビクトリーレオの合体セット。それぞれ単品版とは微妙に色が異なっている。
- RM-18：サイバトロン刺客：ロードロケット
惑星ジャールから来た忍者。スポーツバイクに変形する。『G-2』のロードロケットの色替え。
- RM-19：デストロンダブルスパイ：ダブルフェイス
『マイクロン伝説』のダブルフェイスと同じ名を持つ兵士だが、彼とは別人（そのため、本体であるマイクロンのミラーは存在していないが、プロフィールにブライトとシャドウ（『マイクロン伝説』ではいずれもミラーの分離形態）が内蔵していることが判明している）。ハーレーバイクに変形。G-2のロードビッグをダブルフェイスに似せて色が塗り替えられている。
- RM-20：サイバトロン追跡者：デルタシーカー&デストロン航空砲兵：イクスガンナー
共にサイバージェットの一員だった過去を持つ戦闘機に変形するトランスフォーマー。ゆえにデストロンに寝返ったイクスガンナーを引き戻そうとデルタシーカーは追い続けている。玩具はそれぞれ『G-2』に登場したサイバージェットの色替え。
- RM-21：サイバトロン総司令官：バーニングビーストコンボイ&DVD
赤いビーストコンボイにDVDが付属。『BWII（セカンド）』の劇場版で『BW（ビーストウォーズ）』のビーストコンボイがエネルゴンマトリクスの力で変化した姿として登場し、玩具もその縮小版。
今作における設定では、怒りによってパワーアップしたものであり、エネルギー消耗が激しい形態とされる。
- RM-22：サイバトロン総司令官：ライオコンボイ （声優：加藤将之）
通称、疾風のライオ。惑星ガイア（遠未来の地球）から来た戦士で、ライオンに変身する。付属している武器をダブルライオキャノンに合体させることが可能。『BWII』のキャラクターで玩具もその縮小版。
- RM-23：サイバトロン総司令官：ライオコンボイ&DVD
ライオコンボイにDVDが付属。頭部等がメタリック塗装になっている。
- RM-24：サイバトロン秘密司令官／デストロン闇の破壊大帝：リバースコンボイ／リバースメガトロン （声優：斉藤次郎）
惑星ビーコンの司令官。その正体はリバースコンボイのボディを奪った初代メガトロンである。戦車に変形。ロボットモードでは頭部の入れ替えギミックにより、リバースコンボイ（Reverse Convoy、すなわち「裏返しのコンボイ」）からリバースメガトロン（Rebirth Megatron、すなわち「蘇ったメガトロン」）へと変化する。『G-2』に登場したメガトロンミサイルタンクの仕様変更品。
- デストロン航空兵：スカイワープ&サンダークラッカー
スタースクリームの塗装変更品の2体セットでスタースクリーム同様、ミサイルポッドが付属。『初代TF』より登場。
サンダークラッカーはマスターピース版などと異なり、アニメに準拠した水色になっている（変形するサンダークラッカーの玩具は濃い青がほとんど）。
他の商品とはパッケージが異なる番外商品で、ナンバリングはされていない。一般に流通していた。
- サイバトロン：サイバトロンベース
ロボットポイントのキャンペーンでプレゼントされた景品。パッケージ（白箱にシール処理）や説明書は新しく起こされているものの、商品自体は『カーロボット』のブレイブマキシマスと同一のものである。後に『トランスフォーマーキスぷれTF情報局』ラジオドラマの第二部にも母艦として登場した。
- ナレーション（声優：内海賢二）

通常商品以外にホビージャパン、ハイパーホビー、フィギュア王、e-hobby、電撃ホビーマガジン限定で限定版のブラックバージョンが6種類販売された。